# Bartłomiej Jahn
Bartłomiej Jahn ps. „Michał” (ur. 18 marca 1919 w Warszawie, zm. 20 stycznia 1989 tamże) – żołnierz Armii Krajowej, uczestnik II wojny światowej i powstania warszawskiego, kawaler Krzyża Srebrnego Orderu Virtuti Militari.

## Życiorys
Urodził się w rodzinie Bartłomieja i Aleksandry z Schneiderów. Absolwent gimnazjum w Pelplinie. Po zakończeniu kampanii wrześniowej wywieziony do Niemiec na roboty przymusowe z których uciekł.
Od lutego 1941 należał do Związku Walki Zbrojnej, gdzie przybrał pseudonim „Michał”. Brał udział w akcjach Kedywu w Okręgu Warszawskim, a od 1943 był dowódcą tego oddziału.
Przydzielony do oddziałów osłonowych Szefostwa Służby Uzbrojenia KG Armii Krajowej. Więzień Pawiaka z którego został wykupiony. Podczas powstania warszawskiego, w szeregach zgrupowania „Leśnik”, brał udział w walkach na Woli, Muranowie, Starym Mieście i w Śródmieściu. Po upadku powstania został jeńcem różnych obozów niemieckich.
Po wojnie pracował w Warszawie w Instytucie Urbanistyki i Architektury. Zajmował się też fotografią, był autorem licznych wystaw i opracowań związanych z fotografią. Należał do Związku Polskich Artystów Fotografików.
Zmarł w Warszawie i został pochowany na cmentarzu Bródnowskim (kwatera 12D-2-8).

## Życie prywatne
Żonaty z Marią z Anuszków. Mieli córkę Wandę (ur. 1945).

## Ordery i odznaczenia
- Krzyż Srebrny Orderu Virtuti Militari (za działalność dywersyjną podczas okupacji)[1]
- Krzyż Walecznych (dwukrotnie)[1]
- Złoty Krzyż Zasługi z Mieczami[1]